# Joseph Mitsuaki Takami

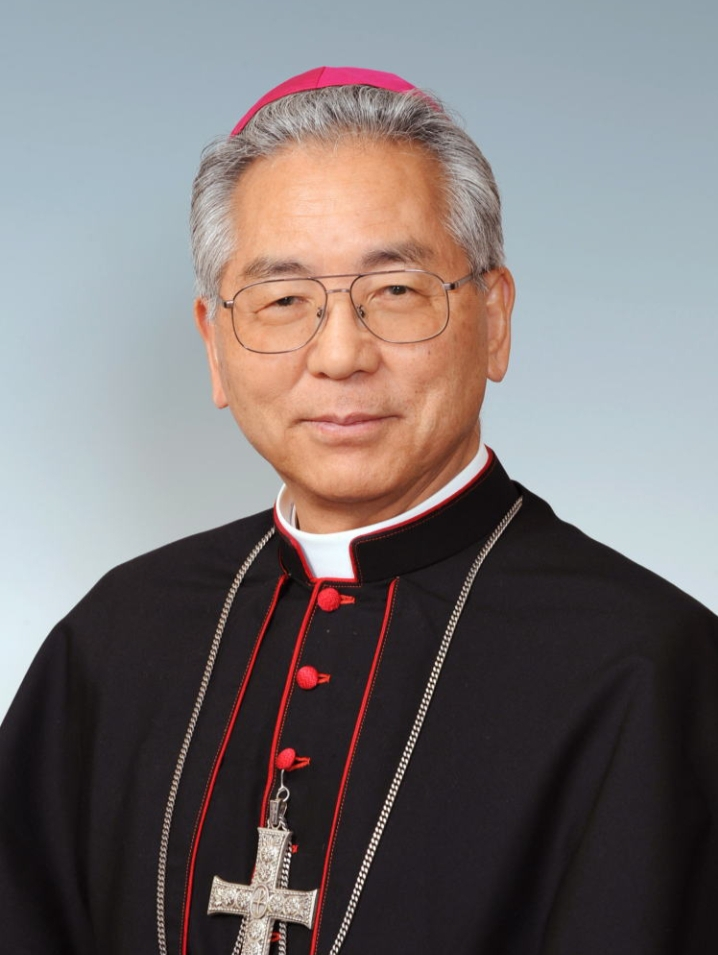
Joseph Mitsuaki Takami

Erzbischofswappen von Joseph Mitsuaki Takami

Joseph Mitsuaki Takami PSS (jap. ヨゼフ 高見 三明, Jozefu Takami Mitsuaki; * 21. März 1946 in Nagasaki, Japan) ist ein japanischer Ordensgeistlicher und emeritierter römisch-katholischer Erzbischof von Nagasaki.

## Leben
Joseph Mitsuaki Takami empfing am 20. März 1972 die Priesterweihe für das Erzbistum Nagasaki, trat der Ordensgemeinschaft der Sulpizianer bei und legte die Profess am 29. Oktober 1973 ab.
Papst Johannes Paul II. ernannte ihn am 7. Februar 2002 zum Titularbischof von Munatiana und zum Weihbischof in Nagasaki. Die Bischofsweihe spendete ihm der Erzbischof von Nagasaki, Francis Xavier Kaname Shimamoto IdP, am 29. April desselben Jahres; Mitkonsekratoren waren Peter Takeo Okada, Erzbischof von Tokio, und Joseph Hisajirō Matsunaga, Bischof von Fukuoka.
Am 17. Oktober 2003 wurde er zum Erzbischof von Nagasaki ernannt und am 14. Dezember desselben Jahres in das Amt eingeführt.
Takami, der als ungeborenes Kind den Atombombenabwurf auf Nagasaki am 9. August 1945 überlebte, lehnt Kernwaffen strikt ab.
Am 28. Dezember 2021 nahm Papst Franziskus seinen altersbedingten Rücktritt vom Amt des Erzbischofs von Nagasaki an.